# Procambarus dupratzi
Procambarus dupratzi är en kräftdjursart som beskrevs av Penn 1953. Procambarus dupratzi ingår i släktet Procambarus och familjen Cambaridae. IUCN kategoriserar arten globalt som livskraftig. Inga underarter finns listade i Catalogue of Life.